# Zawady-Przedmieście
Zawady-Przedmieście – południowa część miasta Łomża w Polsce położona w województwie podlaskim.
Rozpościera się wzdłuż ulicy o tej samej nazwie.
Dawniej część wsi Zawady, od 1 stycznia 1973 odrębne sołectwo w gminie Łomża. 1 lipca 1989 włączone w całości (245 ha) do Łomży.
W latach 1975–1988 miejscowość administracyjnie należała do województwa łomżyńskiego.